# 1659
1659 (MDCLIX) je bilo navadno leto, ki se je po gregorijanskem koledarju začelo na sredo, po 10 dni počasnejšem julijanskem koledarju pa na soboto.

## Dogodki
- 7. november - podpisan Pirenejski mir, s katerim se konca vojna med Francijo in Španijo

## Rojstva
- 18. januar - Damaris Cudworth Masham, angleška filozofinja († 1708)
- 11. junij - Jamamoto Cunetomo, japonski samuraj, budistični menih in bušido teoretik († 1719)
- Oiši Kuranosuke, japonski samuraj, voditelj skupine 47-ih roninov († 1703)

## Smrti
- Gazi Husein Paša, osmanski mornariški častnik in politik (* ni znano)